# Folke Bernadotte
Folke Bernadotte, Conte de Wisborg, în suedeză: Greve af Wisborg (n. 2 ianuarie 1895 – d. 17 septembrie 1948) a fost un  diplomat și aristocrat suedez. El s-a remarcat prin negocierea eliberării a aproximativ 31.000 de prizonieri de război din lagărele de concentrare germane, în cursul celui de-al Doilea Război Mondial, inclusiv 423 de evrei danezi din lagărul Theresienstadt, ]n data de 14 aprilie 1945 . El a fost contactat de Heinrich Himmler, în 1945, cu o ofertă de pace separată, care a fost ulterior respinsă de aliați.
Bernadotte a fost desemnat în mod unanim de către Consiliul de Securitate al Națiunilor Unite ca mediator în conflictul arabo-israelian din 1947-1948. El a fost asasinat în 1948 la Ierusalim de către grupul militant sionist Lehi , în cursul desfășurării misiunii de mediere.

## Copilăria și tinerețea
Folke Bernadotte s-a născut la Stockholm în Casa de Bernadotte, ca fiu al Contelui Oscar Bernadotte de Wisborg, fost Prințul Oscar al Suediei și Duce de Gotland și al soției lui Ebba Munck de Fulkila. (Oscar Bernadotte fusese exclus de la succesiune ca urmare a contractării unei căsătorii care nu a fost încuviințată de către rege.) Folke Bernadotte era nepotul Regelui Oscar al II-lea.
Bernadotte a urmat cursurile școlii primare din Stockholm, apoi a fost admis la Academia Militară Karlberg, pentru a deveni ofițer de cavalerie. A obținut diploma de ofițer în 1915, devenind locotenent în armata suedeză în 1918; a fost apoi avansat maior.
Bernadotte a reprezentat Suedia la Expoziția Mondială din 1933-1934 de la Chicago, apoi la Expoziția Mondială din 1939-1940 de la New York.
Folke Bernadotte s-a interesat de activitatea cercetașilor suedezi, devenind directorul organizației naționale în 1937. El urmărea să integreze  cercetașii în planul strategic de apărare a țării odată cu izbucnirea celui de-al doilea război mondial.
În anul 1943 Bernadotte a fost numit vicepreședinte a Crucii Roșii Suedeze.

## Cariera diplomatică

### În timpul celui de-al Doilea Război Mondial

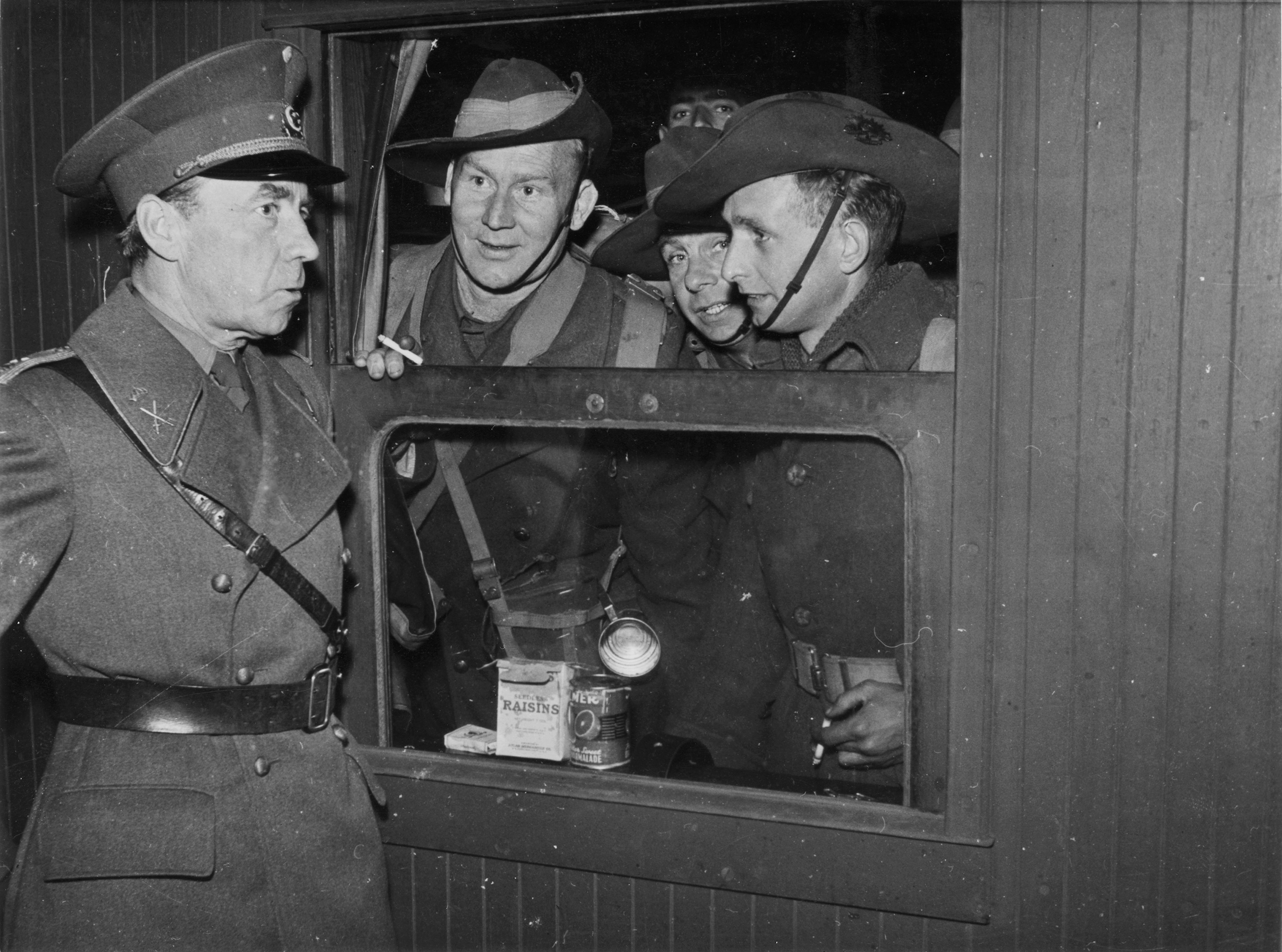
Contele Folke Bernadotte (stânga) discută cu prizonieri de război australieni în Germania (1943)

În calitatea lui de vicepreședinte al Crucii Roșii Suedeze, Contele Bernadotte a încercat în 1945 să negocieze un armistițiu între Germania nazistă și forțele aliate. A condus, de asemenea, câteva misiuni de salvare în Germania: în perioada toamna 1943-toamna 1944, el a organizat schimbul a 11.000 de prizonieri de război din Germania, care au fost repatriați prin Suedia.
Bernadotte a fost rugat de Heinrich Himmler în 1945 să transmită primului ministru britanic Winston Churchill și președintelui Harry S. Truman un proiect de armistițiu, elaborat fără cunoștința lui Hitler. Ideea principală a acestui plan ar fi fost încheierea de către Germania nazistă a unei păci separate cu aliații vestici, care i-ar fi permis să continue lupta împotriva Uniunii Sovietice. Potrivit unei relatări ulterioare a întrevederii, făcută de însuși Contele Bernadotte, acesta i-a spus lui Himmler că acest plan nu are șanse să fie acceptat; cu toate acestea, el a informat atât guvernul suedez, cât și părțile interesate. Planul nu a avut nici un fel de consecință .

### Autobuzele Albe
Contele Folke Bernadotte a negociat transportarea de prizonieri de război norvegieni, danezi și aparținând altor națiuni europene. Inițiativa a fost luată de diplomatul norvegian Niels Christian Ditleff la sfârșitul războiului, și consta în transportarea prizonierilor, din lagăre de concentrare germane la spitale din Suedia.
Bernadotte s-a întâlnit cu Heinrich Himmler în primăvara anului 1945; acesta fusese numit comandant suprem al armatei germane după eșecul atentatului contra lui Hitler din vara anului precedent. Misiunea lui era să depisteze și recupereze prizonieri de război norvegieni și danezi din Germania. El s-a reîntors la 1 mai 1945, imediat după moartea lui Hitler. După un interviu luat lui Bernadotte, ziarul suedez Svenska Dagbladet a anunțat că Bernadotte a salvat 15.000 de persoane din lagărele de concentrare naziste, dintre care aproximativ 8.000 de danezi și norvegieni, precum și 8.000 de femei de cetățenie franceză, poloneză, cehă, britanică, americană, argentiniană și chineză . Misiunea a durat aproximativ două luni, timp în care personalul Crucii Roșii Suedeze au fost expuși pericolului real de a fi uciși de forțele aliate.

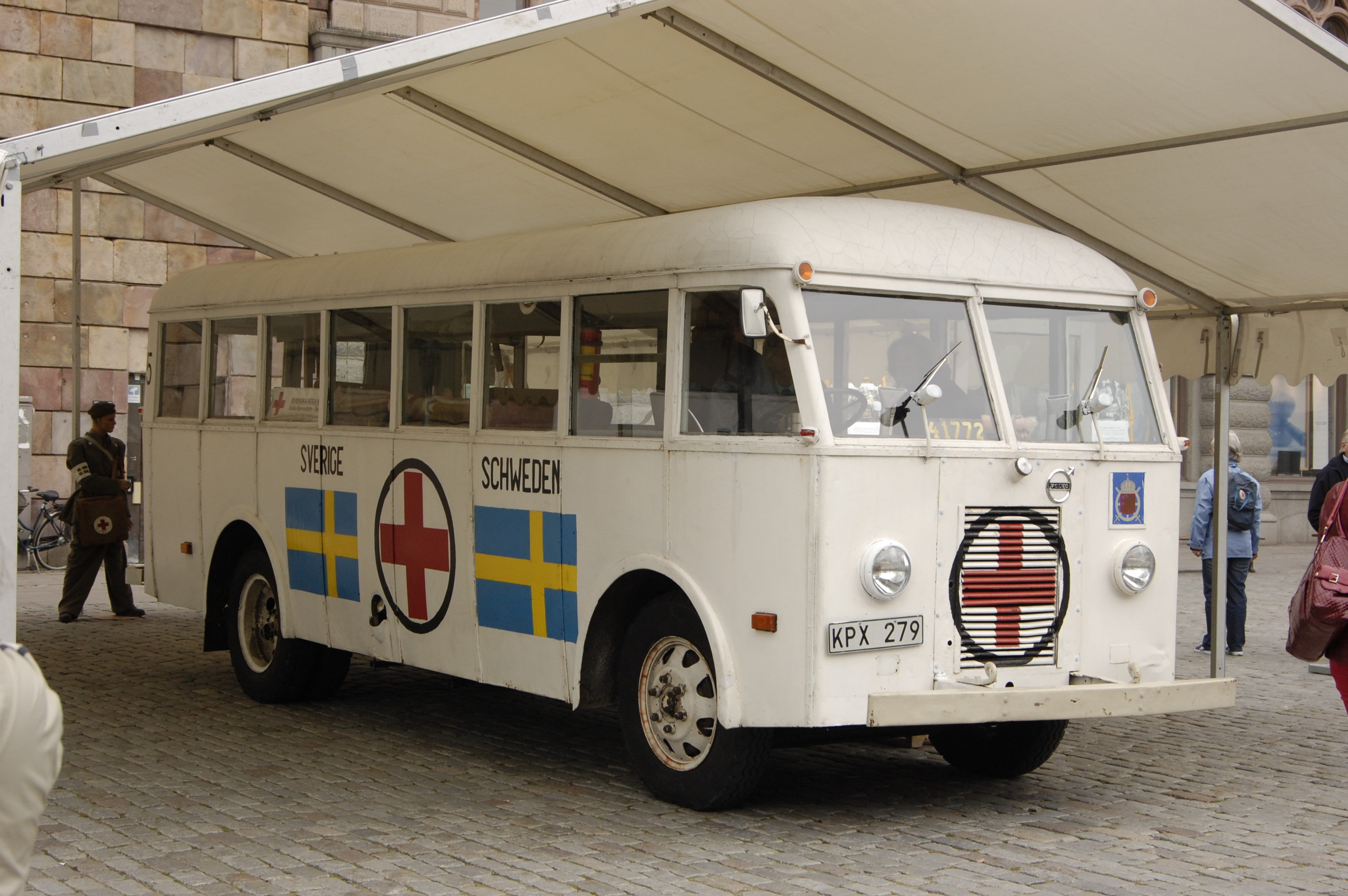
Un Autobuz Alb, astăzi

Misiunea acționa cu ajutorul unor autobuze vopsite integral în alb, cu excepția însemnului Crucii Roșii și a steagului suedez de pe părțile laterale și frontală, pentru a se evita doborârea lor de către aliați. Misiunea consta din 308 persoane—în jur de 20 de doctori și restul soldați, 36 de autobuze, 19 camioane, 7 mașini, 7 motociclete, un camion remorcă, o bucătărie de campanie, toate aprovizionate pentru întregul transport cu alimente și benzină, căci aprovizionarea în Germania nu era permisă. Printre cele 21.000 persoane salvate în cursul operației se numără 8.000 danezi și norvegieni, 5.911 polonezi, 2.629 francezi, 1.615 evrei și 1.124 germani.
Operațiunea a continuat și după capitularea Germaniei, în lunile mai și iunie—au fost salvați încă 10.000 de oameni.
În total au fost salvate aproximativ 31.000 de persoane , dintre care între 6.500-11.000 de evrei .
Contele Bernadotte a relatat și el acțiunea Autobuzele Albe în cartea saThe End. My Humanitarian Negotiations in Germany in 1945 and Their Political Consequences [Capitularea Germaniei. Negocierile mele umanitare din Germania și consecințele lor], apărută pe 15 iunie 1945 în limba suedeză. El relatează negocierile cu Himmler și alți înalți demnitari naziști, precum și acțiunea de salvare de la lagărul de concentrare de la Ravensbrück.

### Felix Kersten și controversa legată deAutobuzele Albe
După război au existat unele critici, fie legate de misiunea Autobuzelor Albe propriu-zisă, dar și legate de persoana Contelui Bernadotte.
Pe de o parte se remarcă neînțelegerea de lungă durată dintre Contele Bernadotte și Felix Kersten, masseurul personal al lui Himmler, care a înlesnit accesul lui Bernadotte la Himmler . Meritele lui Kersten au fost în mod constant negate de Bernadotte . Istoricul britanic Hugh Trevor-Hope a adus disputa în fața publicului larg  atunci când a publicat un articol  pe baza unor documente provenite de la Kersten. Articolul declara că rolul lui Bernadotte a fost „doar al unui ofițer însărcinat cu transportul”. Potrivit articolului, Kersten ar fi declarat că Himmler i-ar fi spus că Bernadotte nu dorea salvarea evreilor, și că el înțelegea „necesitatea luptei noastre contra evreimii mondiale” (Himmler dixit).
Trevor-Roper a început să retracteze aceste acuzații la scurtă vreme după publicarea articolului. La data publicării articolului, Kersten tocmai fusese propus de către guvernul olandez pentru Premiul Nobel pentru Pace pentru a fi zădărnicit un plan nazist de deportare a întregii populații olandeze—o propunere bazată în primul rând pe declarațiile lui Kersten . Cu toate acestea, o investigație olandeză ulterioară  a demonstrat că asemenea plan nu a existat niciodată și că documentele lui Kersten erau parțial falsificate. Ca urmare a acestor revelații, Trevor-Roper a spus  ziaristei Barbara Amiel, în 1995, că nu mai este sigur de alegațiile privind pe Bernadotte, și că probabil acesta ar fi pur și simplu executat ordine legate de salvarea deportaților norvegieni și danezi . Alți istorici s-au îndoit de la început de versiunea lui Kersten, ajungând la concluzia că ele se bazau pe un fals sau o manipulare puse la cale de Kersten .
Pe de altă parte s-a remarcat , în Scandinavia, prioritatea dată, în cursul misiunilor de salvare, prizonierilor scandinavi. Politologul Sune Persson consideră aceste opinii ca nesusținute de probe. El trage concluzia că „acuzațiile contra Contelui Bernadotte... potrivit cărora el ar fi refuzat să salveze evrei de la lagărele de concentrare sunt minciuni sfruntate”, citând ca martori oculari persoane de seamă, inclusiv  reprezentantul din 1945 de la Stockholm al Congresului Mondial Evreiesc.

### Mediator ONU
Contele Folke Bernadotte a fost numit, la 20 mai 1948, mediator al Națiunilor Unite pentru Palestina. Era primul mediator al acestei organizații nou constituite. Această hotărâre a fost luată ca urmare a violențelor declanșate de adoptarea Hotărârii Națiunilor Unite din 30 noiembrie 1947, care punea capăt Mandatului Britanic asupra Palestinei și a Planului pentru Împărțirea Palestinei (între evrei și arabi), acte urmate de respingerea planului de către partea arabă, proclamarea unilaterală a Statului Israel pe 14 mai 1948 și încetarea de facto a Mandatului Britanic, cu o zi înainte de expirarea oficială a acestuia din urmă. Bernadotte a obținut o încetare a ostilităților în războiul israelo-arab, printr-un program care vădea influența punctului de vedere a fostului administrator colonial britanic, dar și punctul de vedere american. Această încetare a focului permitea activitatea de ajutorare a Agenției Națiunilor Unite pentru Refugiații Palestinieni din Orientul Apropiat.

#### Prima propunere
Contele Bernadotte a prezentat părților beligerante, pe 20 iunie, prima lui propunere de armistițiu. Ea avea în vedere crearea „unei uniuni între Palestina și Transiordania, cuprinzând doi membri, unul arab și unul evreu”. El scria : 
„Pentru rezolvarea problemei Palestinei trebuie să se țină seama de aspirațiile evreilor, de dificultățile politice și diferențele de opinie dintre liderii arabi, de interesele strategice ale Marii Britanii, de angajamentele economice ale Statelor Unite și Uniunii Sovietice, de rezultatul campaniei militare, și, în cele din urmă, de autoritatea și prestigiul Națiunilor Unite.”
În ce privește granițele celor doi membri ai Uniunii, Bernadotte sugera :
1. Includerea unei părți sau a întregului Negev în partea arabă;
2. Includerea unei părți sau a întregii Galilei în partea evreiască;
3. Includerea orașului Ierusalim în teritoriul arab, cu păstrarea autonomiei comunității evreiești din oraș, și prevederi pentru protejarea Locurilor Sfinte;
4. Luarea în considerare a statutului orașului Yaffa;
5. Întemeierea unui port liber la Haifa, care să includă rafinăriile de petrol și terminalele;
6. Întemeierea unui aeroport liber la Lydda [36].

#### A doua propunere
După eșuarea primei propuneri, Contele Bernadotte a redactat o nouă propunere care abandona ideea de uniune în favoarea aceleia a două state independente. Ea a fost încheiată pe 16 septembrie 1948, cuprinzând următoarele șapte puncte :
1. Trebuie restabilită pacea în Palestina. Trebuie avute în vedere toate măsurile posibile pentru încetarea completă a ostilităților și restabilirea de relații de conviețuire armonioasă între arabi și evrei;
2. Trebuie avută în vedere existența unui Stat Evreiesc în Palestina; nu există nici un motiv să se creadă că acest stat nu va continua să existe;
3. Granițele acestui Stat vor trebui fixate fie printr-un tratat între părți sau, în lipsa unui asemenea document, prin Hotărâre a Națiunilor Unite;
4. Prevederile tratatului trebuie să țină cont de principiul omogenității lingvistice și geografice, aplicabile atât teritoriilor arabe, cât și celor evreiești, ale căror teritorii nu trebuie, în consecință, să fie strict controlate de prevederile Rezoluției din 29 noiembrie [38];
5. Trebuie reafirmat și implementat dreptul persoanelor strămutate din proprietățile lor datorită activității teroriste curente și a ravagiilor războiului de a se întoarce acasă, iar cei ce nu vor să se mai întoarcă trebuie să fie despăgubiți în mod corespunzător pentru proprietățile pierdute;
6. Trebuie acordat un tratament special și separat orașului Ierusalim, datorită importanței lui religioase și internaționale și a complexității intereselor legate de el;
7. Trebuie stabilită responsabilitatea internațională, și acordate garanții corespunzătoare, acolo unde există temeri legate de încălcarea granițelor stabilite și încălcarea drepturilor omului.

Propunerea sugera printre altele, în continuare, în mod specific :
1. Actualul acord pe termen nedefinit de încetare a focului trebuie să fie înlocuit cu un tratat de pace sau cel puțin cu un armistițiu;
2. În absența unui acord de pace între arabi și evrei, frontierele dintre teritoriile arab și evreu trebuie stabilite de către Națiunile Unite;
3. Negevul trebuie să fie definit ca teritoriu arab;
4. Frontiera ar trebui să treacă de la Faluja în nord-nord-est, la Ramalla și Lydda (ambele așezări vor fi incluse în teritoriul arab);
5. Galileea trebuie să fie definită ca teritoriu evreiesc;
6. Haifa trebuie declarat port liber, iar aeroportul din Lydda trebuie declarat aeroport liber;
7. Ierusalimul, al cărui teritoriu este definit prin Rezoluția 182 (II), trebuie tratat în mod separat și trebuie pus sub controlul Națiunilor Unite cu cât mai multă autonomie locală pentru comunitățile lui arabă și evreiască, și cu garanții complete pentru protejarea Locurilor Sfinte care să permită accesul liber la acestea, cu scopul exercitării libertății religioase;
8. Națiunile Unite trebuie să stabilească o Comisie de reconciliere pentru Palestina.
9. Națiunile Unite trebuie să afirme  dreptul refugiaților arabi de a se întoarce, cât mai curând posibil, la casele lor din teritoriul aflat sub control evreiesc, garantând repatrierea, reașezarea și despăgubirea lor economică, precum și o compensație adecvată pentru cei care nu doresc să se mai întoarcă. Acest drept trebuie asigurat sub supravegherea Națiunilor Unite prin intermediul Comisiei de reconciliere a Națiunilor Unite.

Propunerea, secretă, a Contelui Bernadotte a fost pregătită după consultări cu trimișii american și britanic. Nu se cunoaște măsura în care ei au influențat propunerea, căci consultările au fost secrete și toate documentele au fost distruse  dar Contele Bernadotte a arătat că propunerile anglo-americane erau „în concordanță cu părerile lui”; acceași opinie a fost exprimată de cei doi trimiși . Ea a fost făcută publică în octombrie, cu nouă zile înainte de alegerile prezidențiale, ceea ce a cauzat o vie neplăcere Președintelui Truman, care candida pentru un nou mandat. El a reacționat cu o declarație puternic pro-sionistă, care a dus la abandonarea, după două luni, a Planului Bernadotte la ONU, deși o altă cauză  pare să fi fost continuarea ostilităților în Palestina, în pofida acordului de încetare a focului.
Contele Bernadotte a fost înlocuit, după asasinarea sa, de trimisul american Ralph Bunche. El a negociat un nou acord de încetare a focului, semnat pe insula Rodos.

#### Atitudinea guvernului israelian
Guvernul israelian a criticat participarea Contelui Bernadotte la negocieri. În iulie 1948, Bernadotte a declarat că statele arabe nu au reluat ostilitățile și că războiul se redusese la „incidente”. Purtătorul de cuvânt al guvernului israelian a replicat: „Contele Bernadotte a descris noile atacuri ale arabilor ca «incidente», în ciuda faptului că au fost pierdute vieți omenești, că acordul de încetare a focului este încălcat în mod flagrant și că Consiliul de Securitate este sfidat. A descrie aceste fapte ca «incidente» dovedește o lipsă de sensibilitate, aceeași lipsă de sensibilitate pe care Contele Bernadotte o dovedește când sugerează că arabii au vreun motiv să spună nu [negocierilor de pace]...O asemenea părtinire este de rău augur pentru reluarea de către mediator a misiunii sale” .

## Atentatul

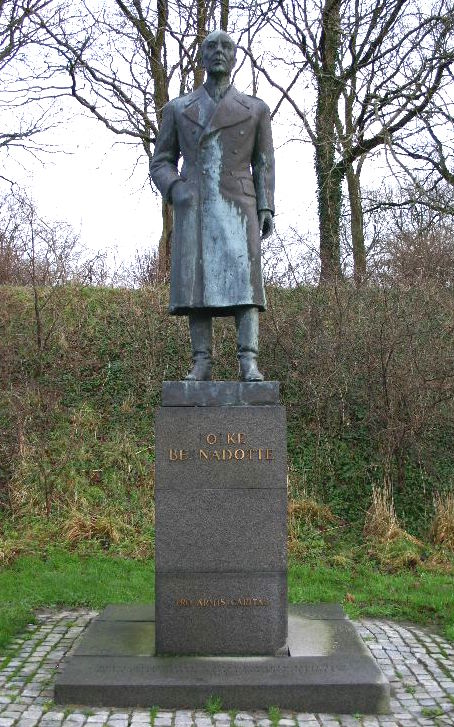
Statuia Contelui Folke Bernadotte din Kruså, Danemarca (lângă Flensburg).

Contele Bernadotte a fost asasinat, la 17 septembrie 1948, de membrii grupului radical naționalist israelian Lehi, 
îndeobște cunoscut în cercurile britanice ca banda Stern sau grupul Stern.
Un grup de trei persoane a condus și aprobat asasinatul: Ițhak Yezernițky (viitorul prim-ministru al Israelului Yitzhak Shamir, Nathan Friedmann (cunoscut și sub numele de Natan Yellin-Mor) și Yisrael Eldad (cunoscut și ca Scheib). Primul ministru israelian 
David Ben-Gurion a bănuit și un al patrulea cap al atentatului: Immanuel Strassberg (cunoscut și ca Hanegbi) . Asasinatul a fost pus la cale de capul din Ierusalim al grupului Lehi, numit Yehoshua Zettler. Cele mai multe surse citează șase membri tineri ai grupului Lehi: Yehoshua Cohen, Shmuel Rosenblum, David Efrati, Itzhak Markowitz, Yehoshua Zettler și Meshulam Makover. Alte surse sugerează că Contele Bernadotte și însoțitorii lui au fost atacați de trei persoane, în cartierul Katamon din Ierusalim. Doi au tras în pneurile mașinii (Itzhak Markowitz și Avraham Steinberg), iar al treilea, Iehosua Cohen, a deschis ușa mașinii și a tras în pasageri. Gloanțele au ucis pe conte și pe atașatul militar francez, colonelul André Serot. Ei au murit pe loc. Se pare că atașatul francez a fost confundat cu trimisul american Ralph Bunche. Meshulam Makover conducea mașina cu care au fugit asasinii . Generalul Åge Lundström, care călătorea și el în aceeași mașină, a descris atentatul : 
„Am fost blocați de un Jeep al Armatei Israeliene în cartierul Katamon. Era plin de persoane îmbrăcate în uniforma armatei israeliene. În același moment, am văzut o persoană coborând din mașină și îndreptându-se spre noi. Nu i-am dat atenție, crezând că e un alt reprezentant venit să ne verifice permisele de trecere. Însă el a introdus un pistol mitralieră prin fereastra mașinii, din dreptul meu, și a tras în direcția Contelui Bernadotte și a colonelului Serot. Am auzit și alte tiruri de armă, ceea ce a creat o confuzie enormă. Contele Bernadotte s-a aplecat înainte, și am crezut pentru un moment că vrea să se ferească de tirul mitralierei. L-am întrebat: „Sunteți rănit?” și el a răspuns din cap în mod afirmativ, lăsându-se pe spate...Când am ajuns [la spitalul Hasaddah] am purtat pe conte pe brațe la un pat  de spital... I-am scos jacheta și i-am sfâșiat cămașa și maioul. Am văzut atunci că era rănit în jurul inimii și că pierduse o cantitate mare de sânge. A venit un doctor, și l-am întrebat dacă pot face ceva, dar el mi-a spus că era prea târziu.”

Nathan Yellin-Mor (centru) și Matityahu Shmueliwitz stau în fața închisorii din Acra, imediat după eliberarea lor, în 1949.

Atentatul a avut loc în Piața Ben Zion Guini, în apropierea străzii Hapalmah .

### Urmările juridice, politico-teritoriale și diplomatice
Consiliul de Securitate al Organizației Națiunilor Unite a condamnat  a doua zi atentatul ca 
„un act laș care pare a fi fost comis de un grup de teroriști criminali la Ierusalim pe când reprezentantul Națiunilor Unite își îndeplinea misiunea lui de pace în Țara Sfântă”
Rămășițele pământești ale Contelui Bernadotte au fost transportate în Suedia, unde au fost înhumate, cu funeralii naționale, la Cimitirul de Nord din Stockholm . Contele Bernadotte a lăsat în urmă pe soția sa și doi fii, de 12 ani și 17 ani.
Abba Eban a participat la funeralii din partea Statului Israel.
La început, conducerea grupului Lehi nu a recunoscut  că membrii ai săi au săvârșit asasinatul. Ea a anunțat că  autorii sunt membrii unui grup numit Hazit Hamoledet [Frontul național] , un nume inspirat din numele unui grup de rezistență bulgar din timpul celui de-al doilea război mondial. Comunicatul, alcătuit în numele acestui grup necunoscut, declara că reprezentantul ONU era o marionetă pentru britanici și aliații lor arabi, și în consecință o serioasă amenințare la adresa Statului Israel , cu capitala la Ierusalim . Liderii Lehi nu erau la curent cu decizia guvernului Israelului de a respinge propunerea lui Bernadotte și a continua lupta .
Grupul Lehi, care până atunci mai fusese permis în regiunea Ierusalim, a fost dezarmat și mulți dintre membrii săi au fost arestați, dar nici unul nu a fost acuzat de asasinat. Yellin-Mor și Matityahu Șmueliviț au fost acuzați pentru a fi aparținut unei „organizații teroriste”, dar au fost achitați și eliberați imediat. Yellin-Mor a dobândit curând imunitate parlamentară, fiind ales  în prima legislatură a Knessetului. După ani de zile, rolul lui Cohen a fost dezvăluit de Michael Bar Zohar, biograful oficial al lui Ben-Gurion. La acea dată Cohen lucra ca gardă de corp (bodyguard) a lui Ben-Gurion. Prima recunoaștere oficială a rolului grupului Lehi a fost în 1977, la aniversarea atacului . Omorul se prescrisese în 1971.

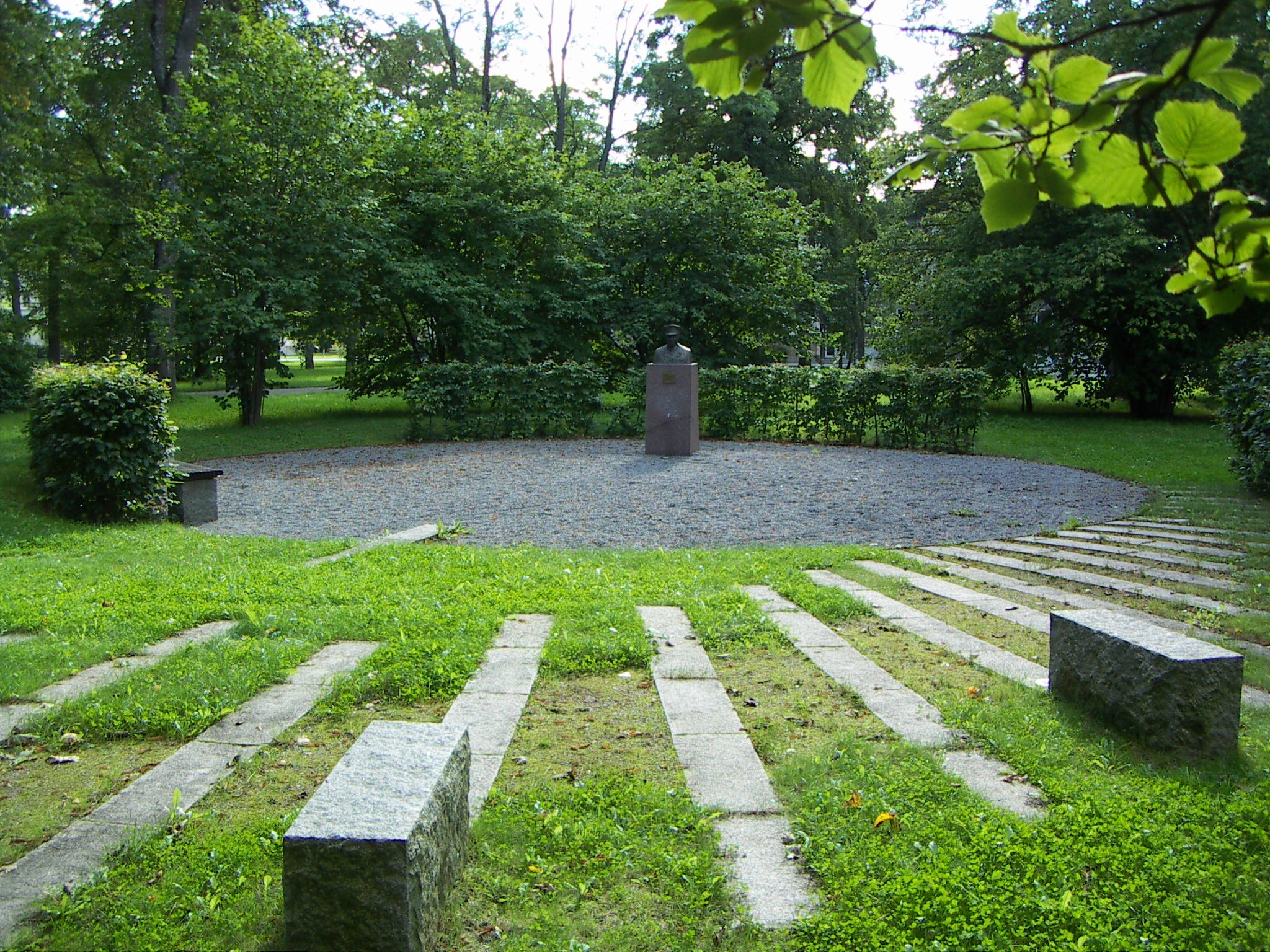
Monumentul memorial ridicat în cinstea lui Folke Bernadotte în Parcul Englezesc al campusului Universității Uppsala, Suedia.

Guvernul suedez era încredințat  că asasinatul a fost comis de guvernul israelian. El (guvernul suedez) a criticat lipsa de temeinicie a anchetei guvernului israelian și a încercat  să întârzie admiterea Israelului la ONU. Suedia a recunoscut Israelul în 1950, dar relațiile au rămas reci, în ciuda eforturilor israeliene de a consola Suedia prin plantarea, în Israel, a „Pădurii Bernadotte”  de către Fondul Național Evreiesc. Șimon Peres, ministrul de Externe al Israelului, a recunoscut , în luna mai 1995, în cursul unei ceremonii ce a avut loc la Tel-Aviv, în prezența viceministrului de Externe suedez, că „Contele Bernadotte a fost omorât în mod terorist”, adăugând că „...sperăm că acestă ceremonie va fi ajuta la vindecarea rănii provocate atunci”.
Ralph Bunche, trimisul american, a fost numit mediator ONU în locul lui Bernadotte. El a contribuit la semnarea Tratatului din 1949, pentru care a primit Premiul Nobel pentru Pace.
Organizația Națiunilor Unite a acordat  în 1998 lui Bernadotte, post-mortem, Medalia Dag Hammarskjöld, conferită celor care au căzut militând pentru pace sub egida Națiunilor Unite. Biblioteca colegiului american „Gustavus Adolphus” din Minnesota poartă numele Contelui Folke Bernadotte.

## Familie
Contele Folke Bernadotte s-a căsătorit, pe 1 decembrie 1928, la New York cu Estelle Romaine Manville (n. 26 septembrie 1904, Pleasantville, New York - d. 28 mai 1984, Stockholm), din familia fondatoare a Corporației Johns-Manville.
Ei au avut patru fii, dintre care doi au murit în copilărie, și șapte nepoți, născuți după de decesul lui Bernadotte. Fiul mai mare se numește Folke, la fel ca tatăl lui, iar cel mai mic se numește Bertil Oscar.